# Louis Grünwaldt
Louis Grünwaldt (* 24. August 1856 in Daulen in Westpreußen; † 1. Februar 1931 in Hamburg) war ein Hamburger Bürgerschaftsabgeordneter und Senator (SPD).

## Leben und Beruf
Grünwaldt verbrachte seine Schulzeit in Deutsch Eylau und machte eine Lehre zum Tapezierer in Berlin, wo er auch seinen Wehrdienst ableistete. Nachdem er im Zusammenhang mit dem Sozialistengesetz in Berlin aufgefallen war, wich er 1881 nach Hamburg aus. In Hamburg schuf er einen erfolgreich arbeitenden Tapeziererbetrieb. Er gründet 1884 die Zentralkrankenkasse der Tapezierer und baute diese zusammen mit der Gewerkschaft der Tapezierer zu einer reichsweit wirkenden Institution aus. Ab 1900 arbeitete Grünwaldt ausschließlich als besoldeter Vorsitzender im Hauptvorstand der von ihm gegründeten Krankenkasse, ein Amt, welches er 1919 niederlegte.
Als es während des Ersten Weltkrieges zu Versorgungsengpässen kam, organisierte Grünwaldt die gerechte Verteilung der Lebensmittel, insbesondere von Kartoffeln, die direkt aus den in den Fleeten im Stadtgebiet anlegenden Schuten verkauft wurden.

## Politik
Grünwaldt war ab den 1880er Jahren einer der führenden Agitatoren und Redner der SPD in Hamburg. 1892 wurde er zum Vorsitzenden der SPD-Wahlkreisorganisation für Reichstagswahlkreis Hamburg 1 gewählt. 1904 wurde Grünwaldt für die SPD in die Hamburger Bürgerschaft gewählt, der er bis 1927 angehörte, wobei er von 1913 bis 1918 Vorsitzender der SPD-Fraktion war. Grünwaldt war 1919 zwischenzeitlich Mitglied des Arbeiter- und Soldatenrat für Groß-Hamburg, in dem er ebenfalls die SPD-Fraktion leitete.
Vom 28. März 1919 bis zum 4. April 1928 gehörte Grünwaldt dem Hamburger Senat an. Grünwaldt war der erste ungetaufte Jude, der jemals in Hamburg dem Senat angehörte. Er wurde 1919 in folgenden Senatskommissionen und Kollegien tätig: Gewerberekurssachen und Vereinsangelegenheiten, Medizinalkollegium, Krankenhauskollegium. Während seiner Tätigkeit im Senat bekleidete er de facto das Amt das Gesundheitssenators. Er setzte in diesem Amt eine Neuordnung des Hamburger Gesundheitswesens durch. 1928 ging er in den Ruhestand.

## Ehrungen
- 1928 wurde er mit der „Bürgermeister-Stolten-Medaille“, der höchsten Ehrung Hamburgs nach der Ehrenbürgerwürde, ausgezeichnet.